# Мері Поппінс, до побачення
«Мері Поппінс, до побачення» (рос. «Мэри Поппинс, до свидания») — російський радянський телевізійний художній фільм-мюзикл режисера Леоніда Квініхідзе у двох серіях («Леді Досконалість» і «Тиждень закінчується в середу»), знятий творчим об'єднанням телевізійних фільмів кіностудії «Мосфільм» на замовлення Держтелерадіо СРСР за мотивами творів Памели Треверс про Мері Поппінс. Телепрем'єра відбулася 8 січня 1984 року.

## Сюжет
1980-ті роки, Англія, Лондон, Вишнева вулиця. Сімейство Бенкс заклопотано пошуками няньки для своїх дітей. Вони публікують відповідне оголошення в газеті. За оголошенням приходить Мері Поппінс. Вона дуже розважлива, але в той же час добра й мила, може розуміти мову звірів і птахів, змусити не в міру люб'язного м'ясника заспівати оперним голосом, оживити статую Нелея і змінити недоброзичливу міс Ендрю. Також головна героїня здатна навіть надати дорослим можливість ненадовго зустрітися зі своїм власним дитинством.

## Історія створення
У своєму режисерському напрямку Леонід Квініхідзе віддавав перевагу музичним фільмам. Взявши за основу літературний матеріал Памели Треверс, сценарист Володимир Валуцький написав кіносценарій, текст якого змінювався по ходу зйомок. Яскравою ілюстрацією такого моменту, наприклад, є діалог адмірала Бума (у виконанні Зиновія Гердта) і містера Бенкса (Альберт Філозов) у бункері. Ось знаменита фраза з цього діалогу:
 «Адмірал Бум: А ви якому виду спорту віддаєте перевагу?

Містер Бенкс: Велосипеду.

Бум: А я все ж травей на хоккі».
Із сценарного джерела, текст Валуцького спочатку був таким:
І головне, ніяких проблем. Там нагорі суцільне забруднення навколишнього середовища, а тут ніякого забруднення! Там нагорі пожежі і повені, а тут вогні- і водонепроникність. Там — енергетична криза, а тут — ніякої кризи! Податкових інспекторів я бачу в перископ за милю і негайно залягаю на дно. А по телевізору дивлюсь тільки навчальну програму.
Зіновій Гердт із сарказмом переробив цей фрагмент так:
І головне, ніяких проблем. У них там повне забруднення навколишнього середовища, тут… тут взагалі немає ніякої середовища. Ні, середовище є, забруднення ніякого. У них там пожежі, повені, цунамі, у нас тут повна вогне-, водо-, цунамі-непроникність. У них там і енергетична криза, а у нас абсолютна автономія! Де криза? Де криза? Де? Коли я бачу в перископ податкового інспектора, я залягаю на дно і вмикаю телевізор! По телевізору дивимося тільки навчальну програму.

В інтерв'ю Леонід Квініхідзе говорив, що він задумував знімати не дитячий фільм, а мюзикл для більш дорослої аудиторії. Для нього самого було несподіванкою те, що фільм дуже сподобався дітям. На ролі Майкла і Джейн Бенксів був оголошений кастинг. У той час кастинг-директор називався другим режисером по акторам, і цю посаду багато років займала Тамара Владимирцева (в даний час — директор Володимира Машкова).
Серед вимог до виконавців були не лише акторський професіоналізм, але й уміння пластично перебувати в кадрі і бути музичними. До того ж графік зйомок був дуже щільним, щоденно по 12 годин. За період літніх канікул відзняли всі сцени з дітьми, а озвучування проходило вже восени в студії «Мосфільму>».
Таким чином, після конкурсу були обрані наступні кандидати: на роль Майкла — Філіп Рукавішніков, а на роль Джейн — Ганна Плісецька.
На роль головної героїні, Мері Поппінс, пробувалася Анастасія Вертинська, але її виконання ролі та бачення цього образу режисером виявилися різними. Тоді композитор Максим Дунаєвський запропонував на роль свою дружину, Наталію Андрейченко.
На роль містера Робертсона був запрошений естонський актор Лембіт Ульфсак, за якого (через сильний акцент актора) говорив і співав Павло Сміян. Режисером фільму був один з визнаних майстрів — Юрій Рабінович, тому звук відрізнявся високою якістю.
В короткі строки на натурному майданчику «Мосфільму» художником-постановником Віктором Петровим було побудоване містечко в англійському стилі. Ставок, альтанка, в якій знімалися всі сцени з героями, — це невід'ємна частина природних декорацій «Мосфільму», в яких було відзнято ще безліч сцен для інших фільмів. Для ролі Мері Поппінс її виконавиця, Наталія Андрейченко, зуміла схуднути на 22 кілограми менш, ніж за місяць.
Фільм був знятий у двох серіях, перша з яких називалася «Леді Досконалість» (мається на увазі головна героїня), а друга — «Тиждень закінчується в середу».
У процесі знайомства Джейн і Майкла з сером Томасом Мері Поппінс розповідає дітям, що цей папуга був вождем племені інших папуг у Нижньому Какаду (ареал какаду — Австралія). Насправді сер Томас — жовтоплечий амазон (ареал — Венесуела).

## В ролях
- Наталія Андрейченко — Мері Поппінс (вокал — Тетяна Вороніна)
- Альберт Філозов — містер Джордж Бенкс
- Лариса Удовиченко — місіс Бенкс, його дружина
- Філіп Рукавішніков — Майкл Бенкс
- Ганна Плісецька — Джейн Бенкс, його сестра
- Лембіт Ульфсак — Роберт Робертсон (він же «містер Гей»), дядько Майкла і Джейн (озвучення і вокал — Павло Сміян)
- Олег Табаков — міс Юфімія Ендрю (2 серія)
- Ірина Скобцева — місіс Кеті Ларк, сусідка Бенксів і власниця пекінеса Едуарда (він же Едді)
- Зіновій Гердт — адмірал Генрі Бум
- Марина Нудьга — мадам Коррі, завідувачка балетної студії
- Галі Абайдулов — сір Людовик, кіт
- Семен Соколовський — містер Уілкінс, літній джентльмен і прихильник Проникливого Білла
- Ігор Ясулович — містер Сміт, парковий сторож
- Леонід Каневський — Боб Гудетті, екскаваторник
- Еммануїл Левін — полісмен (озвучує Артем Карапетян)
- Юрій Мороз — листоноша
- Ілля Рутберг — сер Леслі Літта, чиновник (2-га серія)
- Павло Бабаков — м'ясник
- Володимир Карклиньш — Нелей, мармуровий хлопчик

## Знімальна група
- Автор сценарію: Володимир Валуцький
- Композитор: Максим Дунаєвський
- Оператор-постановник: Валентин Піганов
- Художник-постановник: Віктор Петров
- Звукооператор: Юрій Рабинович
- Монтаж Інни Брожовської
- Вірші Наума Олєва
- Балетмейстер: Азарій Плисецький
- Режисер: Тамара Владимирцева
- Оператор: Едуард Керч
- Грим Любові Куликової, Р. Корольової
- Костюми Аліни Будникової
- Державний симфонічний оркестр кінематографії
  - Диригент: Сергій Скрипка
- Комбіновані зйомки:
  - Оператор: Всеволод Якубович
  - Художник: І. Іванова
- Консультант: В. Белянський
- Редактор: І. Наумова
- Музичний редактор: Арсеній Лаписов
- Директор фільму: Лазар Мількіс
- Постановка Леоніда Квініхідзе
- Фільм знятий на плівці Шосткинського п/про «Свема»

## Саундтрек
Музика і пісні випущені в 1984 році фірмою «Мелодія» на пластинках, а також на аудіокасетах «Свема». Музичний матеріал до фільму записали музиканти групи «СВ» (колишнє «Воскресения»): Вадим Голутвін (гітара), Петро Підгородецький (клавішні) і Володимир Воронін (ударні).
Сторона 1
1. Увертюра [02:40]
2. Негода (Наум Олєв) [03:12]
3. Ожившее піаніно [00:48]
4. Леді Досконалість (Наум Олєв) [02:31]
5. Парк [02:23]
6. Вальс [01:58]
7. Кольорові сни (Наум Олєв) [03:44]

Сторона 2
1. Тридцять три корови (Наум Олєв) [02:20]
2. Прогулянка [00:50]
3. Лев і брадобрей (Наум Олєв) [02:47]
4. Салон мадам Коррі [01:58]
5. Повітряні кульки [03:43]
6. Вітер змін (Наум Олєв) [05:13]

Учасники запису
- Вадим Голутвін — гітара
- Петро Підгородецький — клавішні
- Володимир Воронін — ударні
- Ігор Назарук — клавішні
- Олексій Ісплатовський — бас-гітара
- Ростислав Чевичелов — альт-саксофон
- Павло Сміян — вокал (партії Роберта Робертсона; 2, 8, 13)
- Тетяна Вороніна — вокал (партії Мері Поппінс; 4, 7, 10, 13)
- Наталія Ветлицька — бек-вокал (2)
- Анатолій Горохов — бек-вокал (не вказаний в титрах)
- Світлана Степченко — вокал (партії Майкла і Джейн; (8, 10)
- Оркестр Держкіно СРСР під керуванням Сергія Скрипки
- Оркестр «Современник» під керуванням Анатолія Кролла (11)

## Список пісень
| Назва пісні         | Вступні слова | Виконавець                                |
| ------------------- | --- | ----------------------------------------- |
| Негода              | Зміни в природі відбуваються рік від року.                                                                                             | Павло Сміян, Наталя Ветлицька (бек-вокал) |
| Леді «Досконалість» | Хто від шпильки до шпильки, хто від туфельок до капелюшки елегантність сама?                                                           | Тетяна Вороніна                           |
| Кольорові сни       | Все, що було багато років тому, сни кольорові дбайливо зберігають, і деколи тих снів чарівний танок дорослих у дитинство за руку веде. | Тетяна Вороніна                           |
| Тридцять три корови | У центрі великого міста, де травинки не зростає, жив поет — чарівник слова, натхненний віршомаз.                                       | Павло Сміян                               |
| Лев і цирульник     | Жив та був цирульник, на землі не знайти добріше.                                                                                      | Тетяна Вороніна і Павло Сміян             |
| Вітер змін          | Кружляє Земля, як у дитинстві карусель, а над Землею кружляють вітру втрат.                                                            | Тетяна Вороніна і Павло Сміян             |

## Відео
У 1990-ті роки фільм був випущений на відеокасетах кінообєднанням «Крупний план» в антології «Мосфільм».